# Associazione Calcio Pinerolo 1936-1937
Questa voce raccoglie le informazioni riguardanti l'Associazione Calcio Pinerolo nelle competizioni ufficiali della stagione 1936-1937.

## Rosa
| N. |                   | Ruolo | Calciatore             |
| -- | ----------------- | ----- | ---------------------- |
|    | Italia (bandiera) |       | Sebastiano Chiaramello |
|    | Italia (bandiera) |       | Michele Comba          |
|    | Italia (bandiera) |       | Giuseppe Foglino       |
|    | Italia (bandiera) |       | Carlo Gianti           |
|    | Italia (bandiera) |       | Michele Gignone        |
|    | Italia (bandiera) | D     | Cesare Martin (II)     |
|    | Italia (bandiera) | C     | Dario Martin (III)     |
|    | Italia (bandiera) | A     | Edmondo Martin (IV)    |

| N. |                   | Ruolo | Calciatore         |
| -- | ----------------- | ----- | ------------------ |
|    | Italia (bandiera) |       | Cesare Meneghetti  |
|    | Italia (bandiera) | C     | Luigi Poet         |
|    | Italia (bandiera) |       | Paolo Roland       |
|    | Italia (bandiera) |       | Alide Romano       |
|    | Italia (bandiera) |       | Luigi Scalerandri  |
|    | Italia (bandiera) |       | Giuseppe Temporini |
|    | Italia (bandiera) |       | Francesco Tosel    |